# Кислотоустойчивые материалы
Кислотоустойчивые материалы (также кислотоупорные материалы) — вещества, устойчивые к воздействию кислот. Подразделяются на металлические и неметаллические. К металлическим кислотоустойчивым материалам относятся сплавы на основе железа, содержащие легирующие элементы (хром, никель, марганец и т. д.), цветные металлы и их сплавы, различные соединения (титан, ниобий, тантал, молибден, цирконий и их сплавы), которые окисляются содержащимся в воздухе кислородом, образуя защитную оболочку, предохраняющую металл от дальнейшей порчи. Неметаллические кислотоустойчивые материалы подразделяются на органические (полимеры с содержанием фтора) и неорганические (соли кремниевой и поликремниевой кислот). Устойчивость веществ к кислотному воздействию зависит от их строения, а кислотоустойчивость неорганических веществ определяется изменением их веса. Неорганические кислотоустойчивые материалы, в свою очередь, делятся на природные (горные породы) и искусственные силикатные вещества. К природным относятся гранит, базальт, мрамор, известняк и др. Искусственные силикатные вещества, к которым относятся кварцевое и силикатное стекло, эмали и др., получают при плавке горных пород. В производстве кислотоустойчивые материалы применяются в качестве кровельных материалов, изготовлении водопроводов, труб, кранов, а также при изготовлении химического оборудования, строительстве различных конструкций и сооружений.